# Championnat de Malte de football 2004-2005
Navigation
Saison précédente Saison suivante
La saison 2004-2005 de Premier League Maltaise était la quatre-vingt-dixième édition de la première division maltaise.
Lors de cette saison, le Sliema Wanderers FC a conservé son titre de champion face aux neuf meilleurs clubs maltais lors d'une série de matchs se déroulant sur toute l'année.
Les dix clubs participants à la première phase de championnat ont été confrontés à deux reprises aux neuf autres. En gardant une partie des points acquis lors de la première phase, les six premiers se sont affrontés deux fois de plus pour se disputer la victoire finale et les quatre derniers pour éviter la relégation.
Le Sliema Wanderers FC a été sacré champion de Malte pour la vingt-sixième fois.
Trois places étaient qualificatives pour les compétitions européennes, la quatrième place étant celle du vainqueur du Trophée Rothman 2004-2005.

## Qualifications en coupe d'Europe
À l'issue de la saison, le champion a participé au 1er tour de qualification de la Ligue des champions 2005-2006.
Le vainqueur du Trophée Rothman et le troisième du championnat, le deuxième étant le vainqueur de Trophée, ont pris les places pour la Coupe UEFA 2005-2006.
Enfin, la première équipe dans l'ordre du classement qui l'a souhaité a participé à la Coupe Intertoto 2005.

## Les dix clubs participants
| Club                | Stade             | Capacité | Ville      |
| ------------------- | ----------------- | -------- | ---------- |
| Birkirkara FC       | Infetti Ground    | 2 000    | Birkirkara |
| Floriana FC         | -                 | -        | Floriana   |
| Paola Hibernians FC | Hibernians Ground | 8 000    | Paola      |
| Lija Athletic FC    | -                 | -        | Lija       |
| Marsaxlokk FC       | -                 | -        | Marsaxlokk |
| Msida Saint-Joseph  | -                 | -        | Msida      |
| Pietà Hotspurs      | -                 | -        | Pietà      |
| Sliema Wanderers FC | Guze Fava Ground  | 4 000    | Sliema     |
| St. Patrick FC      | -                 | -        | Zabbar     |
| La Vallette FC      | -                 | -        | La Valette |

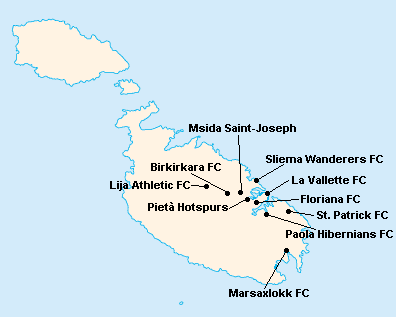
Localisation des clubs engagés dans le championnat.

L'île de Malte étant relativement petite, les clubs évoluent tous au stade National Ta'Qali (17 400 places). Certain cependant ont leur propre enceinte qu'ils peuvent éventuellement utiliser.

## Compétition

### Phase 1

#### Classement
| Rang | Équipe                  | Pts | J  | G  | N | P  | Bp | Bc | Diff |
| ---- | ----------------------- | --- | -- | -- | - | -- | -- | -- | ---- |
| 1    | Sliema Wanderers FC (T) | 42  | 18 | 13 | 3 | 2  | 33 | 15 | +18  |
| 2    | La Vallette FC          | 36  | 18 | 11 | 3 | 4  | 42 | 26 | +16  |
| 3    | Paola Hibernians FC     | 36  | 18 | 10 | 6 | 2  | 34 | 22 | +12  |
| 4    | Birkirkara FC (C)       | 32  | 18 | 9  | 5 | 4  | 44 | 25 | +19  |
| 5    | Marsaxlokk FC           | 26  | 18 | 7  | 5 | 6  | 32 | 23 | +9   |
| 6    | Floriana FC             | 24  | 18 | 6  | 6 | 6  | 21 | 22 | -1   |
| 7    | Pietà Hotspurs          | 19  | 18 | 5  | 4 | 9  | 34 | 33 | +1   |
| 8    | Msida Saint-Joseph      | 16  | 18 | 4  | 6 | 8  | 27 | 34 | -7   |
| 9    | St. Patrick FC (P)      | 9   | 18 | 2  | 3 | 13 | 17 | 45 | -28  |
| 10   | Lija Athletic FC (P)    | 7   | 18 | 2  | 1 | 15 | 10 | 49 | -39  |

| Légende : Qualifications et relégations | Légende : Qualifications et relégations                                        |
| --------------------------------------- | ------------------------------------------------------------------------------ |
|                                         | Qualifié pour le tour des champions                                            |
|                                         | Qualifié pour le tour de relégation                                            |
|                                         | (T) : Tenant du titre 2003-2004 (P) : Promu (C) : Vainqueur du Trophée Rothman |

#### Matchs
| Résultats (▼dom., ►ext.)                                   | Bir | Flo | Hib | Lij | Mar | Msi | Pie | Sli | StP | Val |
| Birkirkara FC                                              |     | 3-0 | 2-1 | 4-0 | 1-1 | 5-3 | 2-3 | 0-2 | 7-2 | 1-2 |
| Floriana FC                                                | 1-3 |     | 1-1 | 4-0 | 1-0 | 1-1 | 1-1 | 0-2 | 2-1 | 0-0 |
| Paola Hibernians FC                                        | 4-2 | 2-0 |     | 2-1 | 3-3 | 1-1 | 2-1 | 2-3 | 2-2 | 2-1 |
| Lija Athletic FC                                           | 1-6 | 1-1 | 0-1 |     | 0-3 | 1-2 | 0-4 | 0-4 | 1-0 | 1-2 |
| Marsaxlokk FC                                              | 1-1 | 0-1 | 1-2 | 5-1 |     | 2-1 | 4-1 | 1-3 | 3-1 | 1-1 |
| Msida Saint-Joseph                                         | 0-2 | 1-1 | 0-2 | 2-1 | 1-2 |     | 1-1 | 1-2 | 3-1 | 4-1 |
| Pietà Hotspurs                                             | 1-1 | 2-3 | 1-3 | 3-0 | 0-3 | 2-2 |     | 2-3 | 4-0 | 2-3 |
| Sliema Wanderers FC                                        | 0-0 | 1-0 | 1-1 | 0-1 | 2-1 | 1-1 | 1-0 |     | 2-1 | 3-1 |
| St. Patrick FC                                             | 3-3 | 0-2 | 0-1 | 2-0 | 0-0 | 3-2 | 0-5 | 0-1 |     | 1-2 |
| La Vallette FC                                             | 0-1 | 3-2 | 2-2 | 4-1 | 3-1 | 5-1 | 4-1 | 3-2 | 5-0 |     |
| - Victoire à domicile - Match nul - Victoire à l'extérieur |     |     |     |     |     |     |     |     |     |     |

### Phase 2

#### Classement
| Rang | Équipe                  | Pts | J  | G  | N  | P  | Bp | Bc | Diff |
| ---- | ----------------------- | --- | -- | -- | -- | -- | -- | -- | ---- |
| 1    | Sliema Wanderers FC (T) | 40  | 28 | 18 | 7  | 3  | 47 | 23 | +24  |
| 2    | Birkirkara FC (C)       | 38  | 28 | 15 | 9  | 4  | 69 | 36 | +33  |
| 3    | Paola Hibernians FC     | 35  | 28 | 14 | 11 | 3  | 49 | 32 | +17  |
| 4    | La Vallette FC          | 34  | 28 | 16 | 4  | 8  | 57 | 41 | +16  |
| 5    | Marsaxlokk FC           | 17  | 28 | 8  | 6  | 14 | 41 | 47 | -6   |
| 6    | Floriana FC             | 16  | 28 | 7  | 7  | 14 | 28 | 39 | -11  |

| Rang | Équipe               | Pts | J  | G | N | P  | Bp | Bc | Diff |
| ---- | -------------------- | --- | -- | - | - | -- | -- | -- | ---- |
| 7    | Pietà Hotspurs       | 20  | 24 | 8 | 5 | 11 | 44 | 38 | +6   |
| 8    | Msida Saint-Joseph   | 19  | 24 | 7 | 8 | 9  | 38 | 41 | -3   |
| 9    | St. Patrick FC (P)   | 14  | 24 | 5 | 3 | 16 | 27 | 56 | -29  |
| 10   | Lija Athletic FC (P) | 8   | 24 | 3 | 2 | 19 | 13 | 60 | -47  |

| Légende : Qualifications et relégations | Légende : Qualifications et relégations                                                     |
| --------------------------------------- | ------------------------------------------------------------------------------------------- |
|                                         | Ligue des champions 2005-2006 (1er Tour de qualification)                                   |
|                                         | Coupe UEFA 2005-2006 (1er Tour de qualification)                                            |
|                                         | Coupe Intertoto 2005 (1er Tour)                                                             |
|                                         | Relégation en First Division Maltaise                                                       |
|                                         | (T) : Tenant du titre 2003-2004 (P) : Promu en 2003-2004 (C) : Vainqueur du Trophée Rothman |

#### Matchs
| Résultats (▼dom., ►ext.)                                   | Bir | Flo | Hib | Mar | Sli | Val |
| Birkirkara FC                                              |     | 3-0 | 1-1 | 2-2 | 3-1 | 6-3 |
| Floriana FC                                                | 0-2 |     | 0-1 | 4-3 | 0-1 | 0-1 |
| Paola Hibernians FC                                        | 2-2 | 1-1 |     | 3-0 | 1-1 | 0-3 |
| Marsaxlokk FC                                              | 0-3 | 1-0 | 1-3 |     | 1-2 | 0-1 |
| Sliema Wanderers FC                                        | 1-1 | 2-1 | 1-1 | 2-0 |     | 0-0 |
| La Vallette FC                                             | 1-2 | 2-1 | 0-2 | 4-1 | 0-3 |     |
| - Victoire à domicile - Match nul - Victoire à l'extérieur |     |     |     |     |     |     |

| Résultats (▼dom., ►ext.)                                   | Lij | Msi | Pie | StP |
| Lija Athletic FC                                           |     | 1-1 | 0-3 | 1-0 |
| Msida Saint-Joseph                                         | 2-0 |     | 2-1 | 3-0 |
| Pietà Hotspurs                                             | 1-0 | 1-1 |     | 4-0 |
| St. Patrick FC                                             | 4-1 | 4-2 | 2-0 |     |
| - Victoire à domicile - Match nul - Victoire à l'extérieur |     |     |     |     |

## Bilan de la saison
| Tableau d'Honneur       |                     |
| Compétition             | Vainqueur           |
| Premier League Maltaise | Sliema Wanderers FC |
| Trophée Rothman         | Birkirkara FC       |
| Supercoupe de Malte     | Birkirkara FC       |

| Qualifications européennes 2005-2006 |                                   |
| Ligue des champions                  | Qualifiés                         |
| 1er tour de qualification            | Sliema Wanderers FC               |
| Coupe UEFA                           | Qualifiés                         |
| 1er tour de qualification            | Birkirkara FC Paola Hibernians FC |
| Coupe Intertoto                      | Qualifiés                         |
| 1er tour                             | La Vallette FC                    |

| Promotions et relégations           |                                 |
| Relégués en First Division Maltaise | St. Patrick FC Lija Athletic FC |
| Promus de First Division Maltaise   | Mosta FC Hamrun Spartans        |